# Bahnstrecke Lenartovce–Abovce
| Kursbuchstrecke (ZSSK): | 160                  |                            |                            |
| Streckenlänge: | ~1,1 km              |                            |                            |
| Spurweite: | 1435 mm (Normalspur) |                            |                            |
| |                      |                            |                            |
| \| \| \| von Fiľakovo \| \| \| \| 0,000 \| Lenartovce \| Lenartovce \| \| \| \| nach Miskolc-Tiszai \| \| \| \| \| von Bánréve \| \| \| \| ~1,10 \| (Ende der Verbindungsbahn) \| (Ende der Verbindungsbahn) \| \| \| 2,710 \| Abovce \| Abovce \| \| \| \| nach Dobšiná \| \| |                      |                            |                            |
| Strecke |                      | von Fiľakovo               | von Fiľakovo               |
| Bahnhof | 0,000                | Lenartovce                 | Lenartovce                 |
| Abzweig geradeaus und nach rechts |                      | nach Miskolc-Tiszai        | nach Miskolc-Tiszai        |
| Abzweig geradeaus und ehemals von rechts |                      | von Bánréve                | von Bánréve                |
| Kilometer-Wechsel | ~1,10                | (Ende der Verbindungsbahn) | (Ende der Verbindungsbahn) |
| Haltepunkt / Haltestelle | 2,710                | Abovce                     | Abovce                     |
| Strecke |                      | nach Dobšiná               | nach Dobšiná               |

Die Bahnstrecke Lenartovce–Abovce ist eine kurze Verbindungsbahn in der Slowakei. Sie verbindet die Bahnstrecken Bánréve–Fiľakovo und Bánréve–Dobšiná unter Umgehung ungarischen Staatsgebietes bei Bánréve miteinander. Sie ist Teil der südslowakischen Eisenbahnmagistrale von Zvolen nach Košice.

## Geschichte
Die Geschichte dieses Verbindungsbogens hängt mit dem Zerfall Österreich-Ungarns und der Gründung der Tschechoslowakei nach dem Ersten Weltkrieg zusammen. Nach der 1919 eingerichteten, provisorischen Demarkationslinie lagen die Bahnstrecke Bánréve–Fiľakovo völlig und die Bahnstrecke Bánréve–Dobšiná südlich von Tornaľa in Ungarn, somit war ein Teil des tschechoslowakischen Territoriums rund um Rožňava nur über das ungarische Eisenbahnnetz erreichbar. Die endgültige, Ende 1919 festgeschriebene Grenzlinie lag jedoch weiter südlich, so dass nur der Bahnhof Bánréve in Ungarn verblieb. Die Züge der Tschechoslowakischen Staatsbahnen mussten fortan in Bánréve wenden und es gab zudem betriebliche Einschränkungen.
Um diese Situation zu beheben, begann das Eisenbahnregiment Pardubice im September 1920, von Lenartovce nach Abovce einen 1,1 km langen Verbindungsbogen auf ausschließlich tschechoslowakischem Staatsgebiet zu bauen. Am 29. Dezember 1920 wurde die Neubautrasse für den Verkehr freigegeben. Die Strecke Bánréve–Abovce wurde daraufhin aufgelassen und abgebaut.